# Medicinska geologija
Medicinska geologija (ili geomedicina) je područje znanosti koje se fokusira na prirodne materijale i procese u okolišu koji imaju utjecaj na zdravlje ljudi. Izražena je veza između geoloških znanosti i medicine. Temelj medicinske geologije je suradnja različitih znanstvenika kako bi se otkrile uzročno posljedične veze između okoliša i ljudi.
Utjecaj na zdravlje ljudi, životinja i bilja može biti akutan ili kroničan. Akutna oboljenja su nagla, jasno prepoznatljiva po svojim simptomima i najčešće su posljedica prirodnih hazarda kao što su potresi ili vulkanska aktivnost. Kronična oboljenja su, s druge strane, pritajenija, ali i puno opasnija jer pogađaju cijele populacije nakon duže izloženosti štetnoj (toksičnoj i/ili radioaktivnoj) tvari. Intenzitet ovakvih oboljenja uvelike ovisi o 'biopristupačnosti' (eng. bioaccessibility) i 'biodostupnosti' (eng. bioavailability) opasnih tvari u organizmima. Biopristupačnost (eng. bioaccessebility) je udio u tijelo unesene toksične tvari iz nekog materijala koja se izlužila u tjelesnim tekućinama.  Biodostupnost (eng. bioavailability) predstavlja udio u tijelo unesene toksične tvari koji je dospio u krvotok te je transportiran u tijelu do mjesta toksikološkog djelovanja, gdje može imati razne utjecaje na ljudsko zdravlje.
Postoje brojni putovi izloženosti štetnim tvarima: gutanje tla i prašine, konzumiranje povrća, konzumiranje životinjskih proizvoda, konzumacija vode iz kućanstva i udisanje volatilizirane vode (pare), udisanje para izvana, udisanje čestica kućne i vanjske prašine te izloženost tlu preko kože.

### Atmosfera
Erupcijama vulkana u atmosferu se izbacuju ogromne količine plinova (SO2, CO2, itd.) i sitnih čestica. Širenje prašine i oblaka plinova izaziva štetne posljedice na širem području. Erupcija Lakija na Islandu u 18. stoljeću izazvala je brojne respitorne probleme i smrt po cijeloj Europi čak i mjesecima nakon hazarda.  Danas je moguće praćenje SO2 i CO2 i aerosola daljinskim snimanjima i predviđanje najteže pogođenih područja. Zrakom nošene čestice prašine udisanjem ulaze u organizme i izazivaju respiratorne probleme. Kronična izloženost može biti i posljedica radnog okruženja. Istraživanja su pokazala da je povišena koncentracija silicija i silicijskih spojeva u zraku izuzetno kancerogena i smanjuje kapacitet pluća.

### Hidrosfera
Sastav vode koju koristimo u sve svrhe uvelike ovisi o stijenskoj podlozi i interakciji tla, stijena i vode. Od elemenata geogenog podrijetla, najveću opasnost predstavljaju fluor i arsen. Novija istraživanja povezuju podzemne vode s povišenom koncentracijom organskih tvari s bolesti nazvanom balkanska endemska nefropatija (BEN).

### Litosfera/pedosfera
Osim direktnog unošenja tla (bilo namjernog ili slučajnog), izloženost štetnim tvarima moguća je i putem hranidbenog lanca (biljke-životinje-ljudi). Namjerno direktno unošenje tla u organizam naziva se geofagija. Danas se javlja dodatni problem, zagađenost tla gnojivima, pesticidima i navodnjavanjem.

## Najznačajniji kemijski elementi u medicinskoj geologiji

### Selen
Selen (Se) je iznimno rašireni polumetal, esencijalan za ljude i životinje kao mikronutrijent, ali iznimno toksičan u povišenim koncentracijama. Od svih elemenata, pokazuje najuži raspon između nedostatnih (<40 mg na dan) i toksičnih koncentracija (>400 mg na dan). Najvažniji prirodni izvor selena čine površinske stijene i vulkani. 
Izloženost - Životinje i ljudi su izloženi selenu preko kontakta kožom, udisanjem ili prehranom (voda i hrana uzgojena na tlu bogatim selenom). Hrane bogate selenom kao što je meso, brazilski oraščići, pšenica sadrži selen u formi selenata koji je iznimno biodostupan.
Nedostatak selena - Kod životinja, nedostatak ovog elementa povezan je sa slabosti i distrofijom mišića, smanjenjem apetita, malim rastom, niskom plodnosti. Svi ti simptomi zajednički se nazivaju bolest bijelih mišića (White Muscle Disease). Kod ljudi, nedostatak selena se najčešće manifestira u obliku srčane bolesti (Keshan bolest) ili problemima s kostima i zglobovima (Beck-Kashin bolest).
Toksičnost selena - Prevelika koncentracija selena u organizmu, znatno rjeđi problem,  većinom je vezana uz nisku koncentraciju vitamina E. Problemi uključuju probavne smetnje, loše zube i nokte, diskoloraciju kože. Najekstremniji oblik oboljenja je kronično trovanje selenom ili selenoza. Simptomi su ispadanje kose i noktiju, problemi sa živčanim sustavom, kožom, zadah po češnjaku, raspadanje zuba, paraliza, iritacija dišnih puteva, metalni okus u ustima, voda u plućima, dermatitis.

### Arsen
Najveću opasnost predstavlja arsen u vodi za piće u pojedinim dijelovima Zemlje. Svjetska zdravstvena organizacija (WHO, World Health Organization) je 1993. smanjila dopuštenu koncentraciju arsena u vodi za piće s 50 µg/l na 10 µg/l.
Izvori - Najveći izvor arsena su podzemne vode zbog kontakta voda-stijena bogata arsenom, npr. vodonosnici Bangladeša, Indije, Tajvana, Tajlanda, Kine, Madžarske, Vijetnama, Nepala, Meksika, Argentine, Čilea. Većinom su to geološki mladi, kvartarni vodonosnici u aluvijalnim dolinama i dolinama delti. Trenutno najugroženije područje je Bengalski bazen.	
Toksičnost - Trovanje arsenom javlja se konzumacijom vode obogaćene arsenom kroz duži vremenski period. Posljedice na ljudsko zdravlje uključuju kožna oboljenja (diskoloracije, zadebljanja na dlanovima i stopalima), karcinom kože, mjehura, bubrega i pluća, bolesti krvnih žila ekstremiteta, dijabetes, visok krvni tlak. U Kini trovanje arsenom dovelo je do ozbiljnih oboljenja krvnih žila, što je dovelo do gangrena i takozvane bolesti crnog stopala (eng. black foot disease).

### Jod
Jod predstavlja jedan od esencijalnih mikronutrijenata i potreban je za normalni rad štitne žlijezde. Nedostatak joda u organizmu predstavlja veliki problem. Serija poremećaja pod nazivom IDD (eng. Iodine Deficiency Disorder) obuhvaća niz oboljenja, kao što su promjena na štitnoj žlijezdi, endemska guša, mentalna retardacija, prenatalna smrt novorođenčadi. Javlja se većinom u visokim planinskim lancima, područjima kišnih zavjesa i centralnim kontinentalnim regijama. Problem nedostatka joda riješio se jodiranjem soli za kuhinjsku upotrebu. Prirodni izvor joda u prehrani su: morske ribe, alge, jaja, jogurt, sir, jodirana sol, i povrće uzgojeno u priobalnim krajevima.

### Živa
Smatra se iznimno toksičnom. Ona je globalno onečišćivalo koje se biomagnificira, najviše kroz morske organizme dok na kraju ne dospije u prehranu ljudi. Izvori žive mogu biti antropogeni, ali isto tako i prirodni. Postotak antropogenih izvora je u zadnjih 100 godina narastao za 70 %, a najveći izvor je uvjerljivo divlje rudarenje zlata u „zemljama trećeg svijeta“. Po nekim procjenama, sa živom je u kontaktu oko 15 milijuna rudara dok 80–100 milijuna ljudi ovisi o rudarenju zlatom kao o jedinom izvoru novca. U prirodne izvore žive spadaju vulkanska aktivnost, trošenje stijena, šumski požari. Akutno trovanje živom manifestira se kroz niz simptoma kao što su bronhitis, upala pluća, zastoj bubrega, dok kronično trovanje rezultira oštećenjima živaca, bubrega, pluća kože, npr. Hunter-Russellov sindrom (po tvornici u Norwichu u Engleskoj) i Minamata bolest (po pokrajini u Kini). Uzastopni kontakt s otrovnom tvari izaziva akumulaciju u bubrezima, trzaje, gubitak koordinacije, gubitak kose i memorije, depresiju te nervozu.

### Radon
Radon je prirodni radioaktivni plin bez boje, mirisa i okusa koji se može detektirati jedino posebnim mjernim instrumentima. Raspadom radona oslobađaju se kratkoživuće radioaktivne čestice koje udisanjem ulaze u organizme i danas se povezuju s povećanim rizikom od karcinoma pluća. Uz pušenje, radon u zatvorenim prostorima je najveći uzrok raka pluća u svijetu. Najopasniji je radon koji se zadržava u zgradama, spiljama, rudnicima i tunelima s lošom cirkulacijom zraka. U svrhu određivanja potencijalno opasnih područja, izrađuju se geološke karte potencijala radona (eng. geological radon potential map). Radon se otapa u podzemnoj vodi i u tom obliku može prijeći velike udaljenosti. Ako uđe u vodoonosni sustav, može postati opasnost za ljude na dva načina. Prvi je unosom vode u organizam, a drugi je ispuštanje radona u zrak za vrijeme tuširanja i kupanja, te udisanjem produkata raspada radona.

### Fluor
Fluor je jedan od esencijalnih mikronutrijenata koji ima pozitivan učinak na zdravlje ljudi samo u uskom rasponu koncentracija. Glavni izvor fluora predstavlja voda za piće. Neke države s prirodno niskom koncentracijom fluora u vodi provele su projekte fluoridacije vodovoda. Optimalnom se smatra koncentracija fluora u vodi od oko 1 mgL-1. Sve koncentracije iznad toga predstavljaju opasnost. Unos prevelike količine fluora u organizam može biti čak i smrtonosan. Povezuje se s dentalnom fluorozom (kronično trovanje fluorom), a u ekstremnijim slučajevima sa skeletnom fluorozom.  S druge strane, nedostatak fluora veže se uz karijes i propadanje zuba. Taj problem lako je riješen dodavanjem fluora u paste za zube i vodice za ispiranje usta.

### Kadmij
Globalno raširen metal, ali u izuzetno malim količinama kako u stijenama tako i u vodi. Zbog njegove rasprostranjenosti teško ga je isključiti iz prehrane. Vrlo lagano se ugrađuje u biljke kao što su salata, špinat i duhan. te se kroz prehranu akumulira u organizmu. Sprječava normalni rad bubrega, resorpciju proteina, aminokiselina i glukoze, izaziva zatajenje bubrega, a u slučajevima kroničnog trovanja javlja se bolest nazvana itai-itai ili ouch-ouch koja napada kosti i koljena, izazivajući bol pri svakom kretanju, od kuda joj i dolazi ime.

## Medicinska geologija u Hrvatskoj

### Selen u Slavoniji
Dnevni unos selena u istočnoj Hrvatskoj je ispod prosjeka. Iznosi 27,3 mg po danu, što čini 61,5% preporučene optimalne količine. Dnevni unos ovisi o ljudskoj prehrani. Dnevni unos ribe, žitarica, jaja i mesa može znatno povećati koncentraciju selena u organizmu. U pravilu, hrana bogatija proteinima sadrži više selena. Niže koncentracije selena u poljoprivrednim tlima dovele su do pojave bolesti izazvanih nedostatkom selena u domaćim životinjama ovog područja. Zbog toga mlijeko i mliječni proizvodi sadrže nedostatnu količinu selena. Usprkos tome ne postoje nikakvi pokazatelji takvih bolesti među stanovnicima. Općenito, više selena sadrže proizvodi uzgojeni u južnom dijelu istočne Slavonije – Savskoj depresiji nego u Dravskoj depresiji.

### Arsen u Slavoniji
Zakonski dozvoljena maksimalna koncentracija arsena u vodi za piće u Republici Hrvatskoj iznosi 10 µg/l. Podzemna voda istočne Slavonije, korištena u svrhu vodoopskrbe, pokazuje više koncentracije željeza, mangana, amonijaka, organske tvari i arsena od dozvoljene. Uzrok visokih koncentracija arsena u podzemnoj vodi istočne Slavonije je prvenstveno prirodan. Smatra se da su izvor minerali koji sadrže arsen u naslagama srednjeg i gornjeg pleistocena. Jakim međudjelovanjem voda-stijena i topljenjem minerala arsen dospijeva u vodu. Fizikalni i geokemijski uvjeti koji vladaju u vodenoj sredini) pogoduju njegovoj mobilizaciji i akumulaciji. Visoka koncentracija arsena u podzemnoj vodi istočne Slavonije registrirana je u Osječko-baranjskoj i Vukovarsko-srijemskoj županiji. Dravska depresija pokazuje nešto višu koncentraciju arsena i željeza od Savske depresije.